# The Devil is a Part-Timer
The Devil is a Part-Timer! (jap. はたらく魔王さま!, Hataraku Maō-sama!) ist eine abgeschlossene Light-Novel-Serie des japanischen Autors Satoshi Wagahara mit Illustrationen von 029. Sie erschien von 2011 bis 2020 in Japan und wurde als Anime und Manga adaptiert. Das Werk, das vom in die Menschenwelt geflüchteten Dämonenkönig handelt, ist in die Genre Comedy und Fantasy einzuordnen.

## Handlung

### Vorgeschichte
Der Baum des Lebens Sephiroth ist eine Spezies die überall im All vorkommt wo durch Evolution eine Art entsteht, die eine Hochkultur entwickeln kann. Der Sephiroth beschleunigt die Entwicklung der ausgewählten Art und beschützt sie vor Naturkatastrophen. Im Gegenzug ernährt er sich von der spirituellen Energie der Art. Sobald die Art soweit entwickelt ist, dass sie sich selbst beschützen kann, verschwindet der Sephiroth. Auf einen solchen Planeten bricht eines Tages eine Pandemie aus. Forscher entdecken auf ihrer Suche nach eine Lösung im Erbgut des Sephiroth einen Weg zur Unsterblichkeit. Unter den Ländern bricht daraufhin ein Krieg um das Vorrecht zur Unsterblichkeit aus und auch der Sephiroth sinnt auf Rache gegenüber den Forschern. So fliehen diese mit mehreren riesigen Raumschiffen aus ihrem Sonnensystem und finden auf dem Mond vom Planeten Ente Isla eine sichere Zuflucht. Auf Grund ihrer Fähigkeiten werden sie von den Bewohnern dort als Engel verehrt. Da es auch dort einen Sephiroth gibt, setzen einige Forscher ihre Arbeit fort und experimentieren mit Spezies, die nicht vom Sephiroth ausgewählt wurden und erschaffen so die verschiedenen Dämonenarten. Weil die Engel auch die Rache dieses Sephiroth fürchten und seine Macht allein für sich nutzen wollen, nehmen sie ihn gefangen. Auf dem Planeten Ente Isla ist dadurch der Einfluss des Sephiroths auf die Bewohner gestört und führt zu einer Stagnation der kulturellen und technischen Entwicklung sowie einen Rückgang der Geburtenrate. Stattdessen beginnen die Bewohner, von den Engeln inspiriert, Probleme mit Hilfe von heiliger Energie zu lösen, was zu einer beständigen Abnahme dieser beschränkten Ressource führt.
Der Engel Satanael Noie erkennt die dramatischen Auswirkungen dieser Entwicklung und möchte Ente Isla retten. Dabei stößt er bei anderen Engeln mit ihrer Anführerin Ignora auf Widerstand. Es kommt zum Krieg und die Welt der Engel spaltet sich in Himmel und Dämonenreich. Satanael herrscht bis zu seinem Tod über das Dämonenreich als Oberteufel Satan, aber auch danach werden seine Ideen von Engeln wie Laila verfolgt. Sie entwirft einen Plan, um den Baum des Lebens zusammen mit einer Reihe noch zu findender starker Unterstützer zu befreien.
Bei einem der vielen Kleinkriege unter den Dämonen verliert der junge Dämon Satan seine Eltern und bleibt schwer verletzt allein zurück. Wegen dieser Ungerechtigkeit, dass in einer Welt, in der nur der Stärkste überlebt, ein niedriger Dämon wie er keine Chance hat, bricht er in Tränen aus. Dies bis dahin unbekannte Bild eines weinenden Dämons bemerkt Laila und sie entschließt sich, Satan aufzunehmen und ihm alles über die Welt beizubringen. Mit diesem einzigartigen Wissensschatz in der Dämonenwelt ausgestattet entschließt sich Satan, die verfeindeten Dämonenstämme zu einigen. Nach 200 Jahren ist es ihm schließlich gelungen und er erhebt sich zum Dämonenkönig.
Nach der Befriedung der Dämonenwelt kommt es dort zu einem Bevölkerungsboom, der führt zu einem dramatischen Rückgang der Dunklen Energie, der hauptsächlichen Nahrungsquelle für Dämonen. Da Dämonen ihre Energie auch aus negativen Gefühlen der Menschen wie Angst beziehen können, strebt der Dämonenkönig als Ausweg aus der drohenden Hungersnot die Koexistenz mit den Menschen durch Eroberung ihres Planeten Ente Isla an, welchen die Dämonenwelt als roter Mond und die Welt der Engel als blauer Mond umkreist. Als erstes erobert er den zentralen Kontinent Isla Centurum, indem er dort eines der riesigen Raumschiffe landet und es mittels Magie zu einem kolossalen Schloss umbaut. Im Garten pflanzt er einen lilafarbenen Juwel, den er einst vom Engel erhielt. Danach schickt der Dämonenkönig seine vier Generäle jeweils zu einem der vier kreuzförmig angeordneten anderen Kontinente (Nord, Ost, Süd, West). Die Invasion verläuft erfolgreich, mit Ausnahme vom westlichen Kontinent, wo weltliche und kirchliche Herrscher erbitterten Widerstand leisten. Eines Tages erscheint die Heldin Emilia Justina mit ihrem göttlichen Schwert und wendet das Blatt für die Menschen. Zunächst besiegt sie den Dämonengeneral Lucifer, dann zwei weitere zur Unterstützung gesandte Generäle. Beim anschließenden Gegenangriff auf das Schloss vom Dämonenkönig müssen der schwer verletzte Satan und sein letzter verbliebene General Alciel ihre Unterlegenheit einsehen und flüchten durch ein Portal auf die Erde der Gegenwart (in etwa das Jahr 2009) unweit vom Zentrum Tokios in Japan. Hier stellen sie fest, dass es in dieser Welt weder Götter noch Dämonen gibt und sie deshalb ihre magischen Kräfte nicht so einfach auffrischen können. Schnell sammeln sie Informationen über die Welt und beginnen ein normales Leben als Sadao Maō und sein Mitbewohner Shirō Ashiya, um die restliche Magie zu sparen. Um sich seinen Lebensunterhalt zu verdienen, ist Sadao gezwungen als Aushilfskraft in einem Fast-Food-Restaurant zu arbeiten. Seine Eroberungspläne formt er kurzerhand um und beschließt nun Japan zu erobern, wobei für ihn dafür der erste Schritt ist, dass er von einer Aushilfe zu einem Festangestellten aufsteigt. Währenddessen sucht Ashiya nach Spuren von Magie, die sie für sich nutzen können.

### Erde
Nach einem Jahr treffen sich Emilia und Sadao zufällig wieder. Nachdem sie ihm durch das Portal folgte, war sie ebenso gezwungen, sich ein Leben in Japan aufzubauen, nennt sich Emi Yusa und arbeitet als Aushilfe in einem Call-Center. Zunächst scheint sie den Endkampf mit dem Dämonenkönig fortsetzen zu wollen, doch das Erscheinen mehrerer gemeinsamer Gegner zwingen sie, vorübergehend zusammenzuarbeiten. Die Gegner formieren sich in aller Regel aus Gesandten der Kirche von Ente Isla und Engel, die Emilias Schwert in Besitz nehmen wollen. Dieses ist nämlich ein Bruchstück des Yesod Sephira, eine der zehn Früchte des Baum des Lebens Sephiroth. Während sich die Menschen davon große Macht versprechen, geben die Engel vor, ihn zurück zum Baum bringen zu müssen, damit die Welt Ente Isla nicht untergeht.
Verkompliziert wird die Situation als ein Mädchen namens Alas Ramus erscheint. Sie ist die Inkarnation eines weiteren Bruchstück von Yesod, eben welches das einst Sadao im Garten seines Schlosses pflanzte. Alas Ramus weigert sich, mit den Engeln zurückzukehren und verschmilzt stattdessen mit Emilias Schwert und ist fortan ein Teil von ihr. Da sie darüber hinaus Emilia und Sadao als ihre Eltern ansieht, versuchen die beiden zum Wohle des Kindes ihre Streitigkeiten möglichst friedlich zu klären.
Im Laufe der Zeit gelangt die Gruppe um Sadao und Emi an weitere Bruchstücke und kann ehemalige Feinde als Verbündete gewinnen. So wie den tot geglaubten Lucifer (Hanzō Urushihara), die Inquisitorin Crestia Bell (Suzuno Kamazuki), den Engel Gabriel, Emilias Eltern und Sadaos Kollegin Chiho Sasaki.
Nach dem Sieg über die Engel wird Maou von Emilia für seine Kriegsverbrechen bestraft und seiner übernatürlichen Kräfte beraubt. Zusammen mit Emilia gründet er eine Kette von Cafés und geht eine Liebesbeziehung zu Chiho ein.

### Ente Isla
Nach dem Ende des Krieges gegen die Dämoneninvasion folgt zunächst eine Phase des Wiederaufbaus und der gemeinsamen Verwaltung des zentralen Kontinents durch die anderen vier Reiche. Doch ohne gemeinsamen Gegner schwellen alte Feindseligkeiten unter den Reichen wieder auf und es kommt zum Krieg um die Vorherrschaft auf dem zentralen Kontinent und Ente Isla. Dabei werden auch Koalitionen mit abtrünnigen Dämonen und Kirchenvertretern eingegangen. Aus leitenden Funktionen heraus beobachten dies Emilias ehemalige Kampfgefährten Emerada Etuva und Albert Ende. Diese versorgen Emilia sowohl mit Informationen über die Situation als auch mit heiliger Energie in Form von unscheinbaren Energydrinks.
Um den schädlichen Einfluss der Engel auf Ente Isla zu beenden, setzen Maou und Emilia den Plan von Laila fort und befreien den Baum des Lebens und die Sephirahs. Der Baum erkennt Engel und Menschen als gleiche Spezies an, die fortan ohne Unsterblichkeit friedlich zusammen leben. Ebenso werden die Dämonen in die Gesellschaft integriert und müssen sich ihren Lebensunterhalt verdienen.

## Veröffentlichungen

### Bücher
Die Serie erscheint seit Februar 2011 bei ASCII Media Works in Japan. Bisher sind 22 Bände herausgekommen. Eine Englische Ausgabe erscheint bei Yen On und eine chinesische bei Kadokawa Taiwan.
Eine Manga-Adaption der Zeichnerin Akio Hīragi erscheint seit Februar 2012 im Magazin Dengeki Daioh. Die Serie erreichte bisher neun Sammelbände. Eine zweite Adaption als Manga von Kurone Mishima – Hataraku Maō-sama! High School! (はたらく魔王さま！ハイスクール！) – erschien von Mai 2012 bis Februar 2015 im Magazin Dengeki Maoh. Sie wurde auch in fünf Bänden veröffentlicht und erscheint wie auch der andere Manga auf Englisch bei Yen Press sowie auf Chinesisch bei Kadokawa Taiwan.

### Anime-Fernsehserie
2013 entstand beim Studio White Fox unter der Regie von Ryosuke Nakanishi eine 13-teilige Adaption der ersten zwei Bände als Animeserie für das japanische Fernsehen. Für das Gesamtkonzept war Masahiro Yokotani verantwortlich. Das Charakterdesign entwarf Atsushi Ikariya und die künstlerische Leitung lag bei Yoshito Takamine.
Die Erstausstrahlung erfolgte vom 4. April bis zum 27. Juni 2013 bei den Sendern AT-X, Tokyo MX und TV Aichi. Eine deutsche Synchronfassung wurde 2014 von Anime-House auf DVD und Blu-ray herausgebracht. Die Kaufmedien wurden ab 12 Jahren freigegeben. Auf clipfish ist die Serie synchronisiert per Streaming verfügbar. Auf den Philippinen wurde der Anime vom Sender Hero gezeigt und Siren Visual bzw. Funimation gaben eine englische Fassung heraus, die auch auf mehreren Streaming-Plattformen veröffentlicht wurde.
Am 6. März 2021 wurde die Produktion einer zweiten Staffel angekündigt, welche die Bücher 3 bis 5 umsetzt. Es wurde bestätigt, dass die Synchronsprecher, die die Charaktere in der ersten Staffel ihre Stimme geliehen haben, erneut an der Entstehung der Anime-Produktion beteiligt sein werden.
Am 29. September 2022 wurde die Ausstrahlung einer Fortsetzung für 2023 angekündigt, welche die Bücher 6 bis 10 umsetzt.

#### Synchronisation
Die deutsche Fassung entstand unter der Regie und nach dem Buch von Timo Schouren bei Sparking Entertainment.
| Rolle            | japanischer Sprecher (Seiyū) | deutscher Sprecher |
| ---------------- | ---------------------------- | ------------------ |
| Sadao Maō        | Ryota Ohsaka                 | Daniel Käser       |
| Shirō Ashiya     | Yūki Ono                     | Uwe Thomsen        |
| Emi Yusa         | Yōko Hikasa                  | Corinna Dorenkamp  |
| Chiho Sasaki     | Nao Tōyama                   | Moira May          |
| Hanzō Urushihara | Hiro Shimono                 | Tom Raczko         |

#### Musik
Die Musik der Serie stammt von Ryosuke Nakanishi. Für den Vorspann verwendete man das Lied Zero!! von Minami Kuribayashi, die Abspanntitel sind:
- Tsuki Hana (月花) von nano.Ripe
- Zero!! von Minami Kuribayashi
- Tsumabiku Hitori (ツマビクヒトリ) von Nano.Ripe